# Lhuna
»Lhuna« je dobrodelni singl britanske glasbene skupine Coldplay in avstralske pevke Kylie Minogue.

## Izid
Pesem »Lhuna« so posneli med snemanjem albuma Viva la Vida or Death and All His Friends, a je nazadnje preko tega albuma nikoli niso izdali. Ko so člane glasbene skupine vprašali, zakaj pesmi niso izdali, je Chris Martin odvrnil, da je bila »preseksi«. Nato so pesem nameravali izdati preko EP-ja Prospekt's March, a nazadnje tudi preko slednjega ni izšla. Nazadnje so jo izdali 1. decembra 2008 kot del promocije dneva boja proti AIDS-u.

## Seznam verzij
- Digitalno:

1. »Lhuna« - 4:44